# Premi Ariel a la millor actriu
El Premi Ariel a la Millor Actuació Femenina és un premi atorgat per la Acadèmia Mexicana d'Arts i Ciències Cinematogràfiques en honor de les actrius que treballen en la indústria i són considerades la millor interpretació en un personatge protagonista de l'any. Els anys de premi corresponen a l'any de realització de la cerimònia, encara que les pel·lícules premiades siguin llançades durant l'any anterior.
En la fase per a triar a la guanyadora, les interpretacions més destacades són triades pel consell de l'acadèmia, per mitjà d'una contrasenya per al vot electrònic. En l'etapa de nominació i premiació, el vot és secret.
En els primeres 14 lliuraments les nominades i guanyadores eren triades per un consell acadèmic. De 1972 a 1997 el govern triava un comitè anualment per a dur a terme els premis. Des de 1998 l'Acadèmia tria als seus propis membres.
En 61 cerimònies el premi s'ha lliurat a 51 actrius diferents. En tres ocasions s'ha presentat empat. La més recent guanyadora va ser l'actriu Flor Edwarda Gurrola, per Luciérnagas.

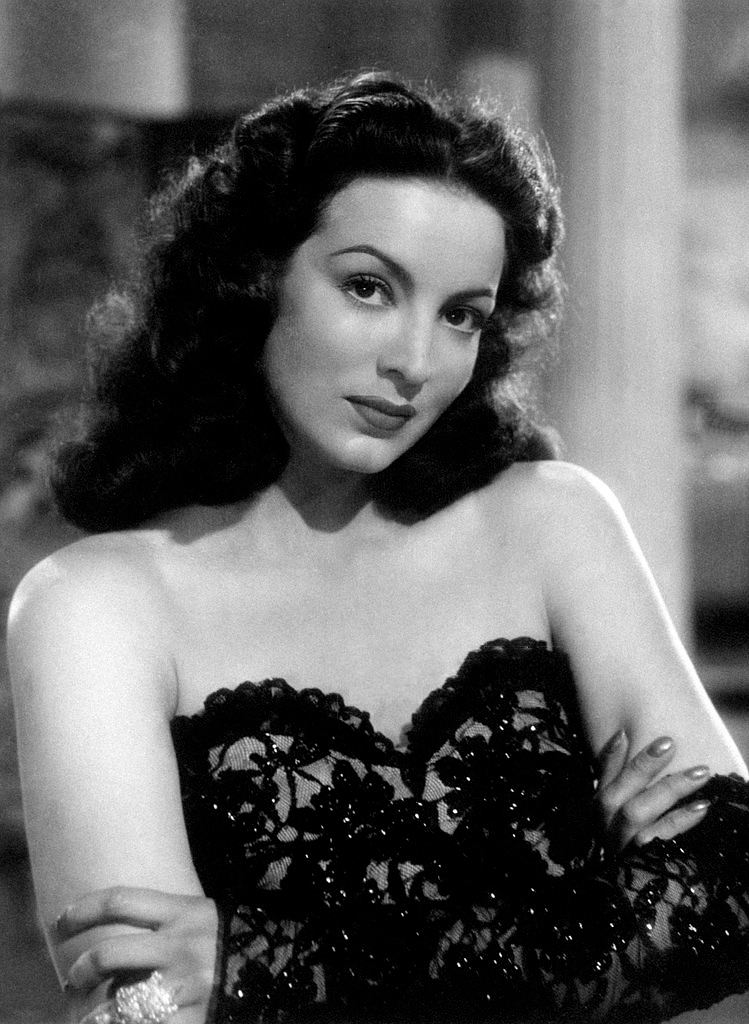
María Félix va guanyar tres cops per Enamorada (1947), Río Escondido (1949) i Doña Diabla (1951).

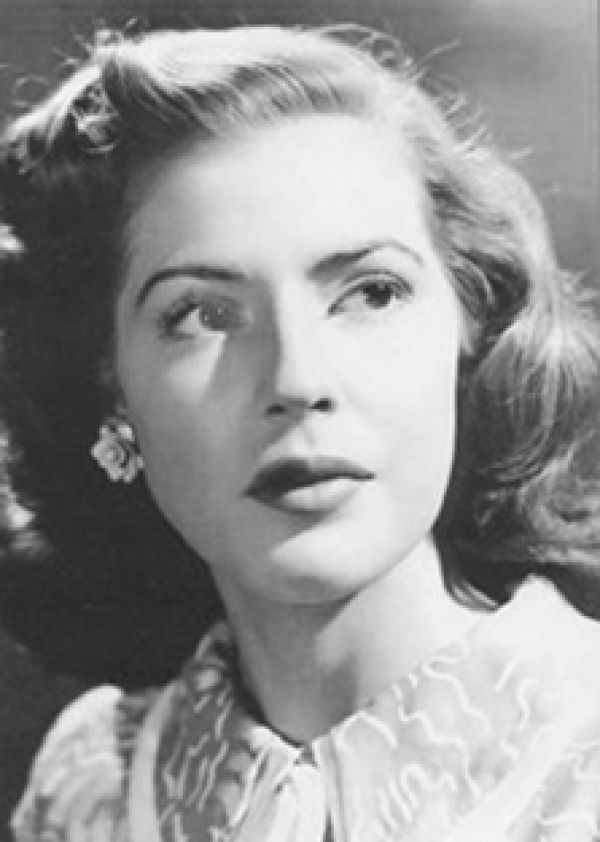
Blanca Estela Pavón fou nominada dos cops i va guanyar per Cuando lloran los valientes (1948).

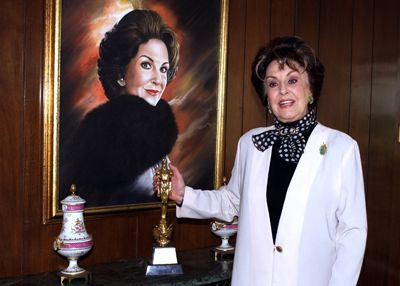
Marga López fou nominada tres cops i en va guanyar dos per Salón México (1950) i La Entrega (1955).

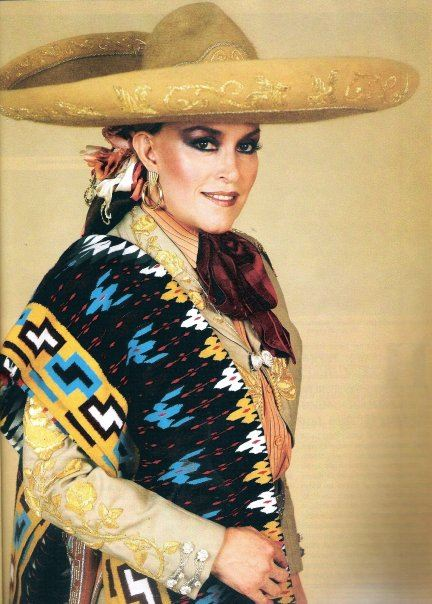
Lucha Villa fou nominada dos cops i guanyà amb Mecánica nacional (1973).

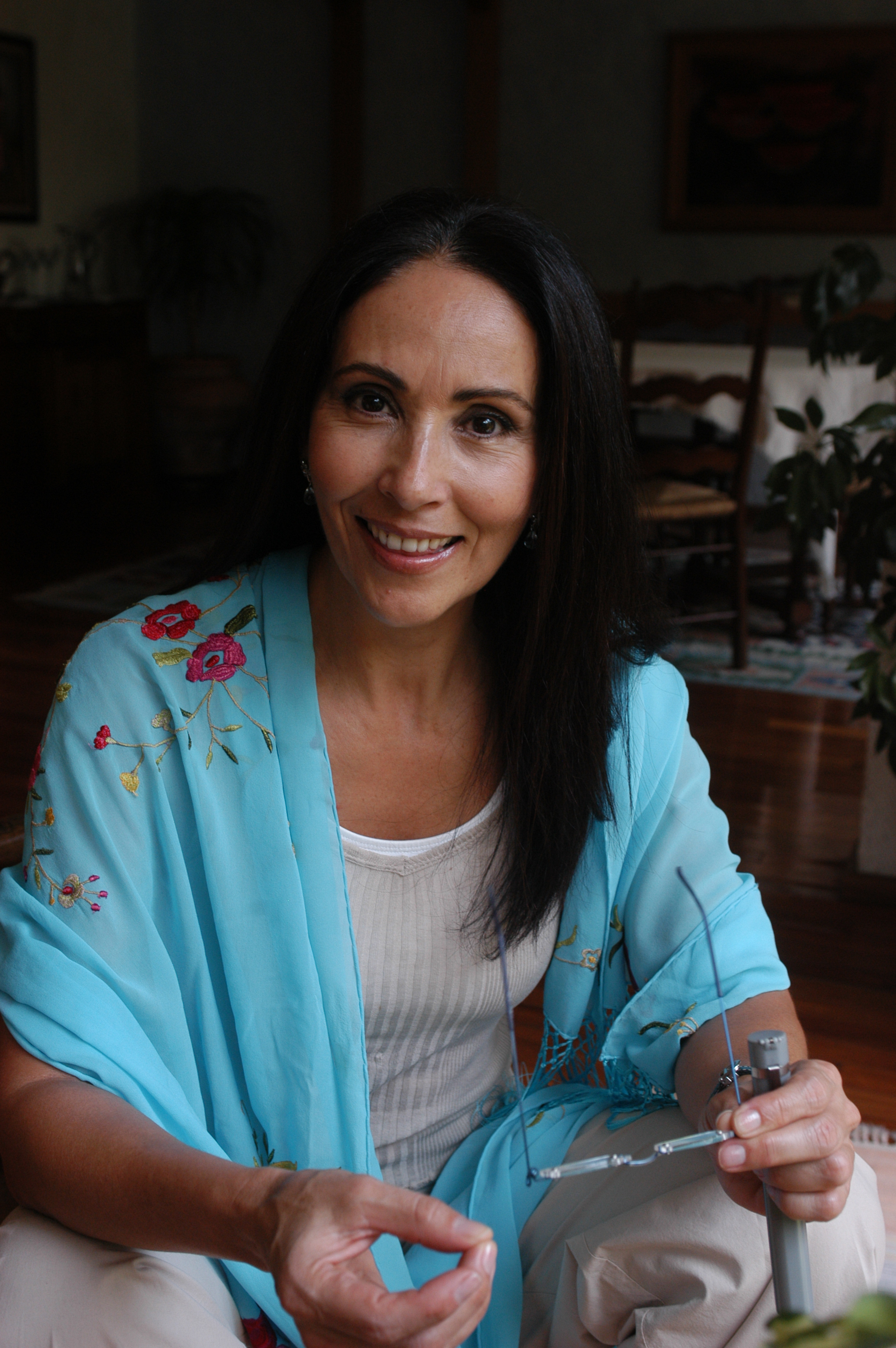
Blanca Guerra és la que ha rebut més nominacions, i en va guanyar quatre amb Perro callejero (1980), El imperio de la fortuna (1987), Días difíciles (1988), i Un embrujo (1999).

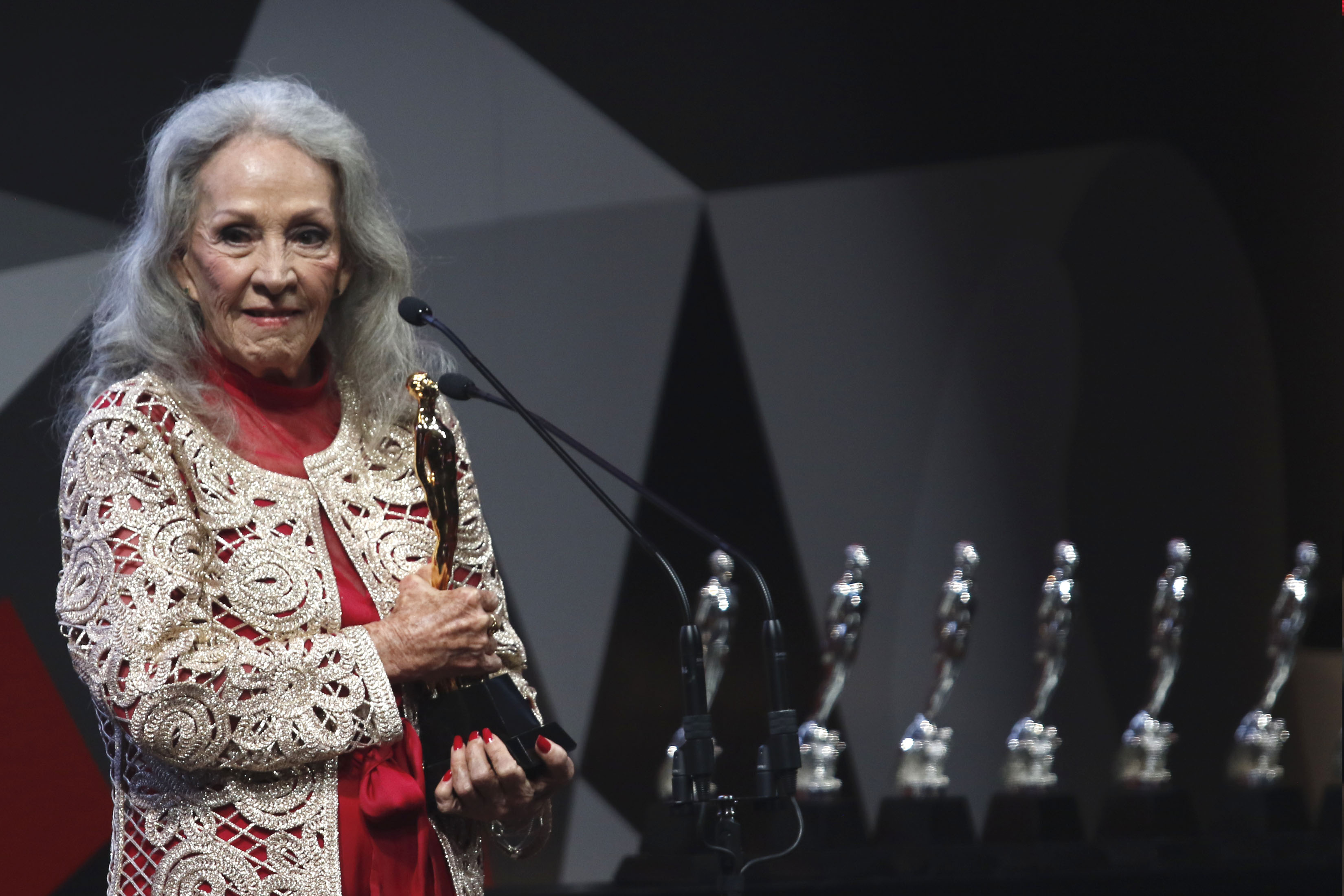
Isela Vega fou nominada tres cops i va guanyar per La viuda negra el 1984.

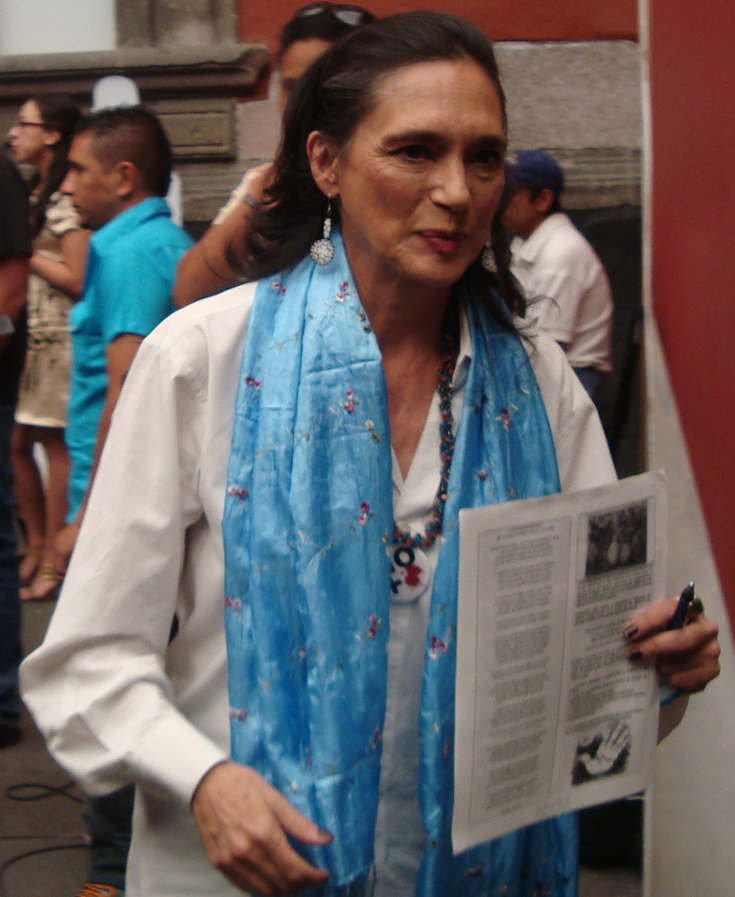
Ofelia Medina fou nominada dos cops i va guanyar amb Frida el 1985.

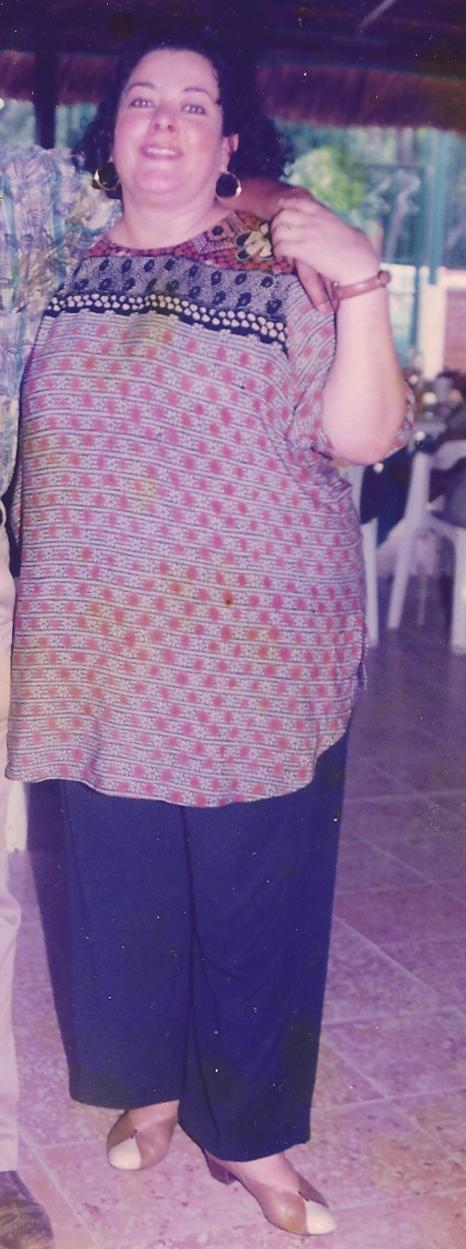
Delia Casanova va guanyar amb Mentiras piadosas el 1989.

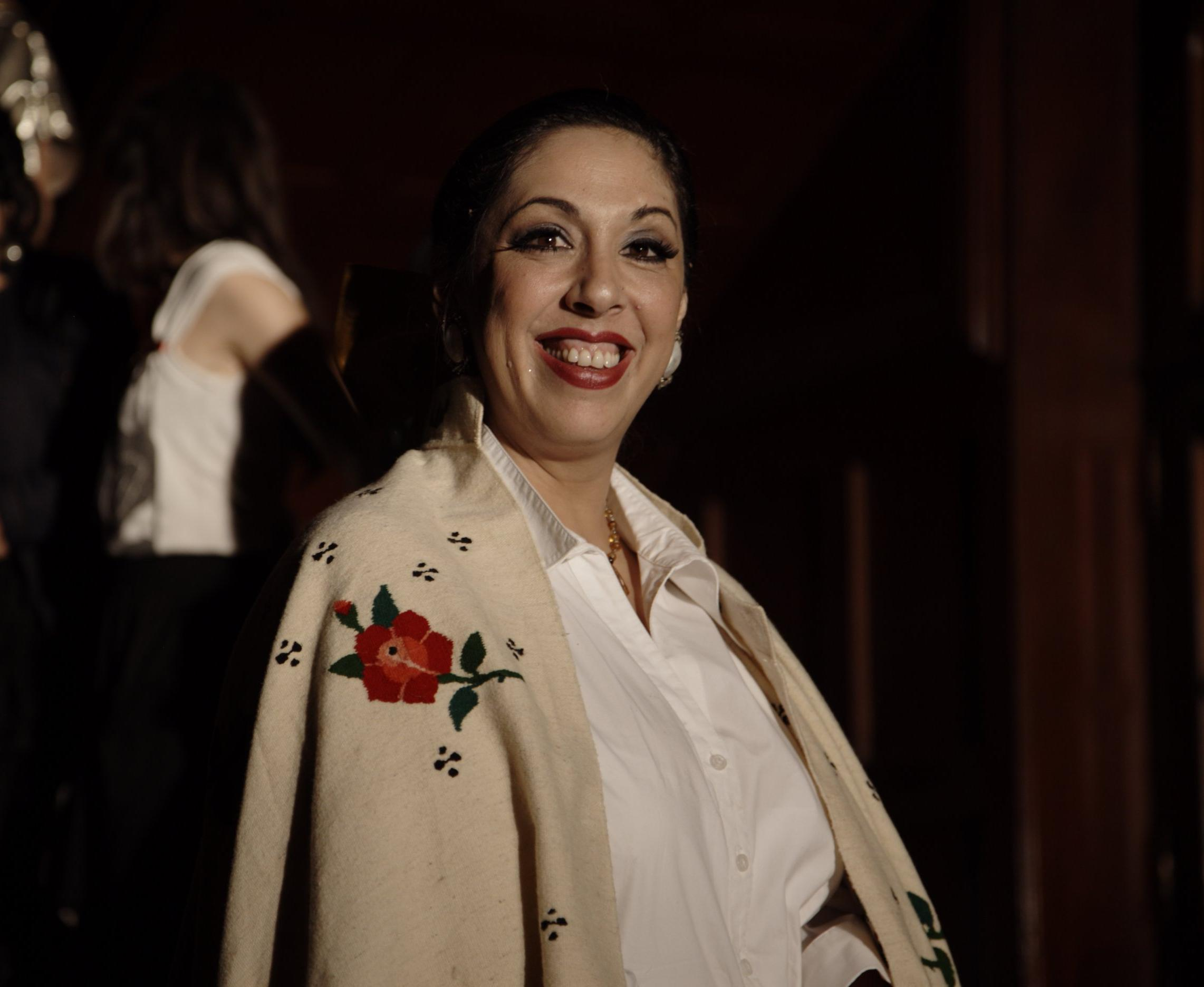
Regina Orozco va guanyar amb Profundo carmesí el 1997.

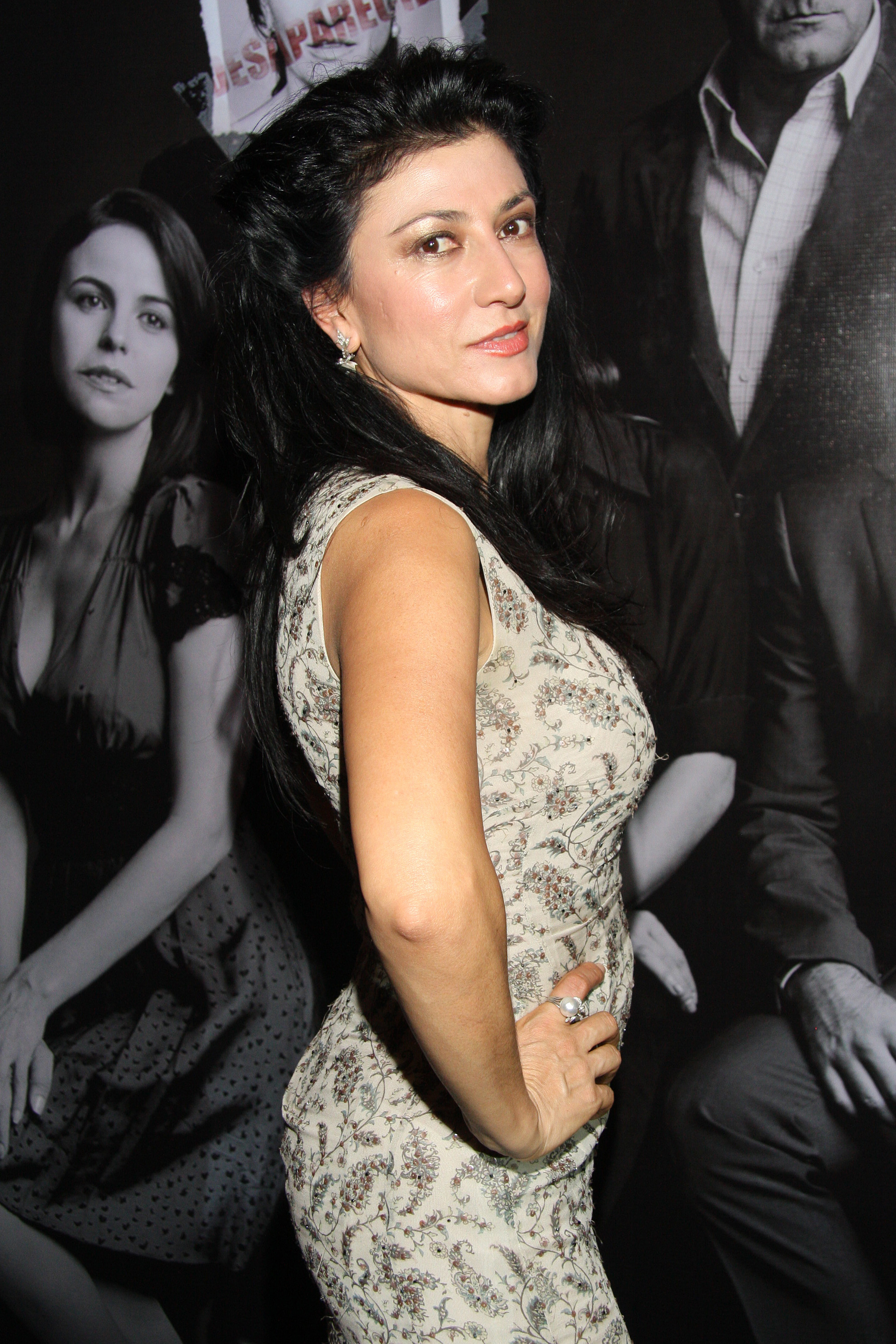
Leticia Huijara va guanyar amb Por si no te vuelvo a ver el 1998.

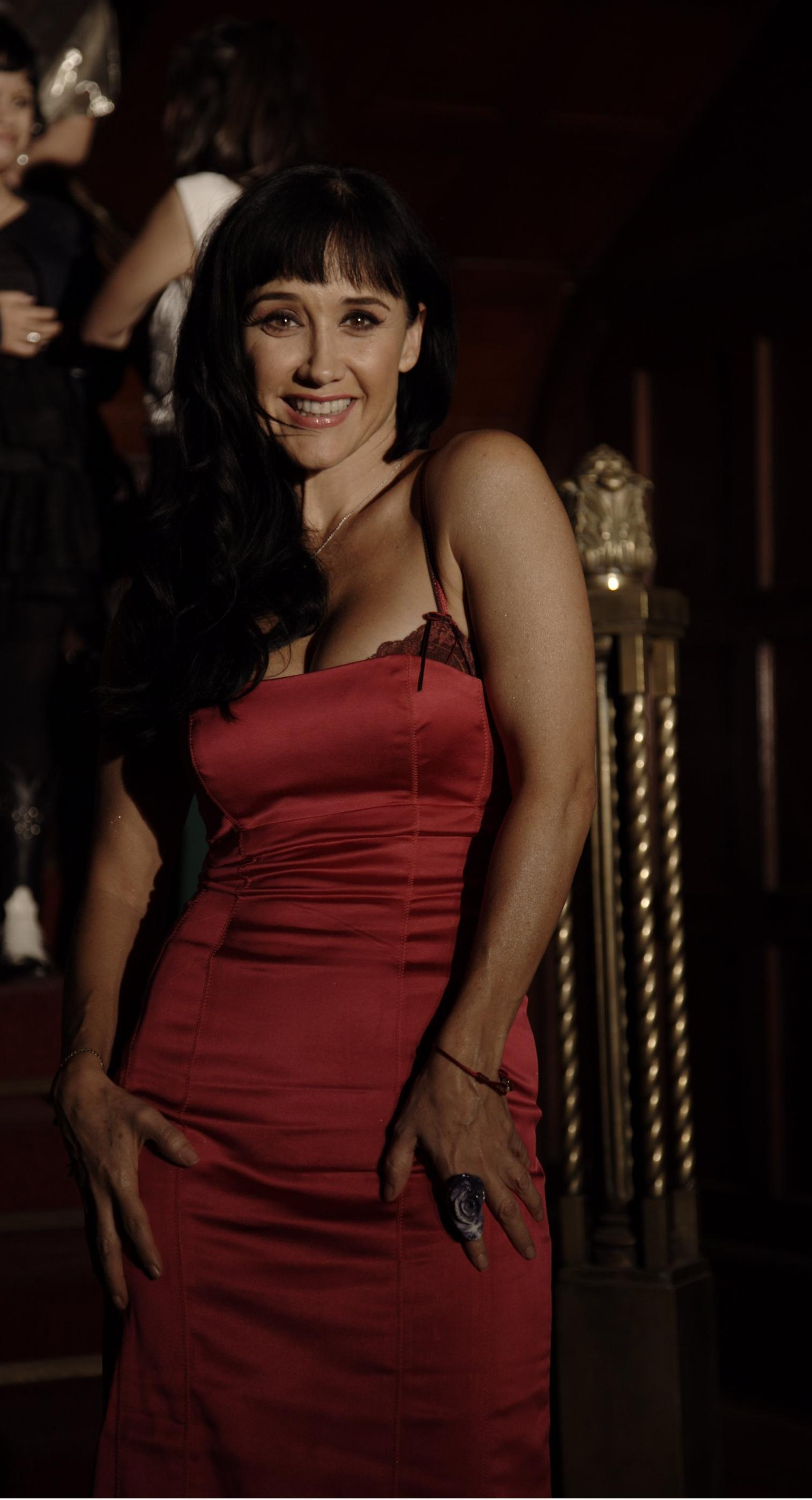
Susana Zabaleta va guanyar amb Sexo, pudor y lágrimas el 2000.

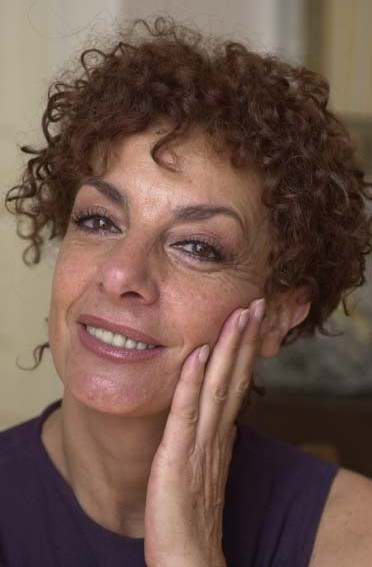
Rosa María Bianchi va guanyar amb Nicotina in 2004.

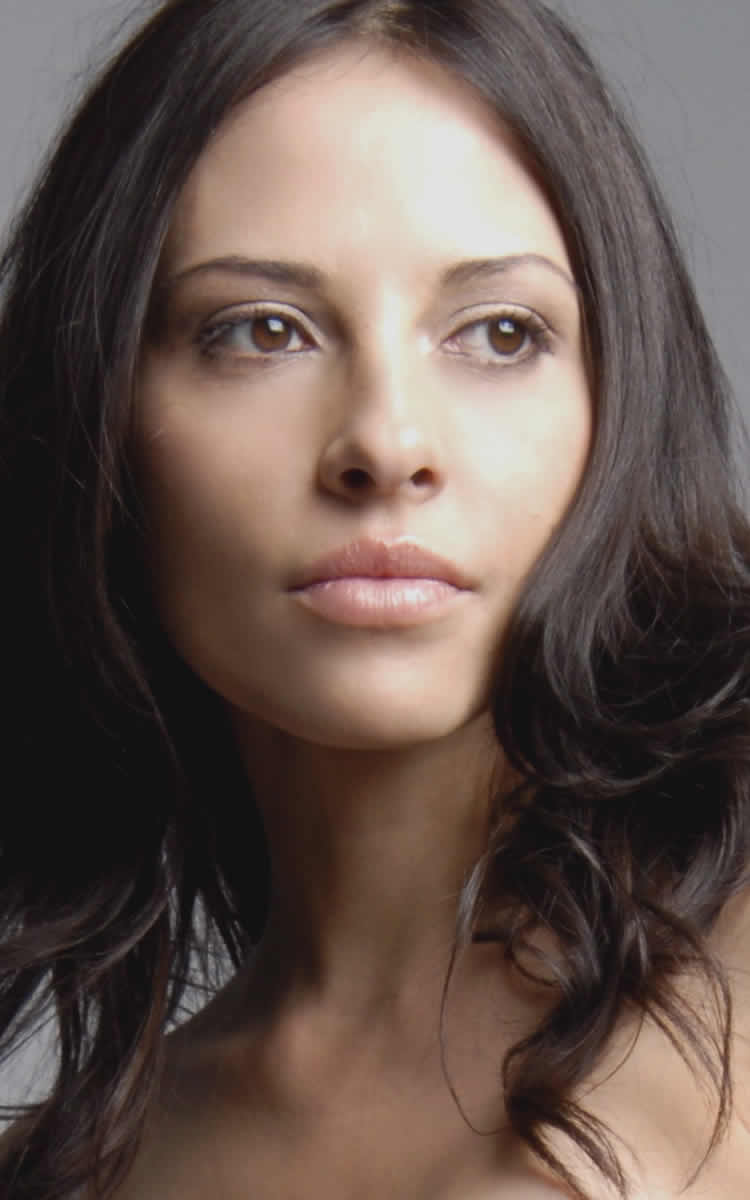
Elizabeth Cervantes va guanyar amb Más que a nada en el mundo in 2007.

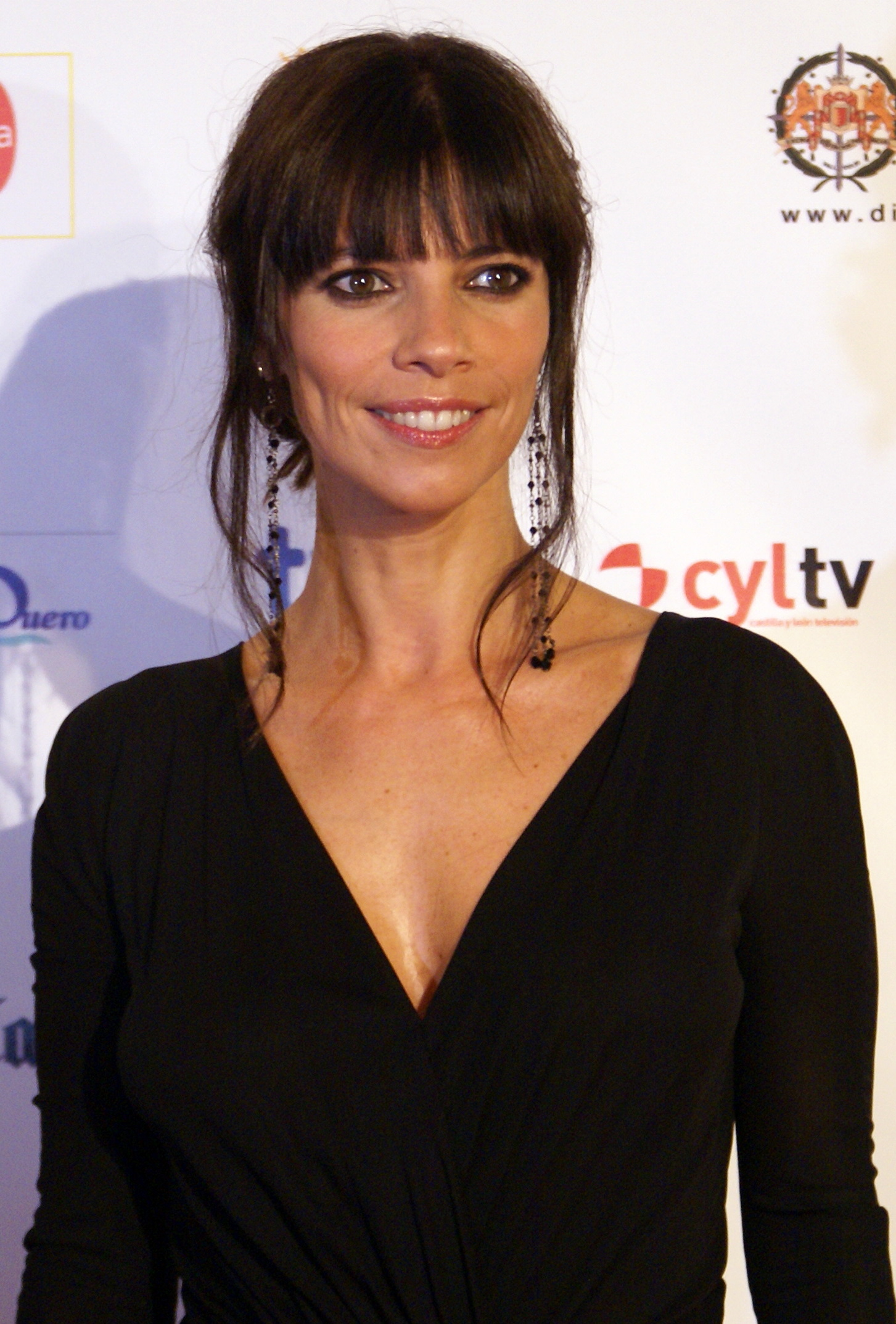
Maribel Verdú va guanyar per El laberinto del fauno in 2007.

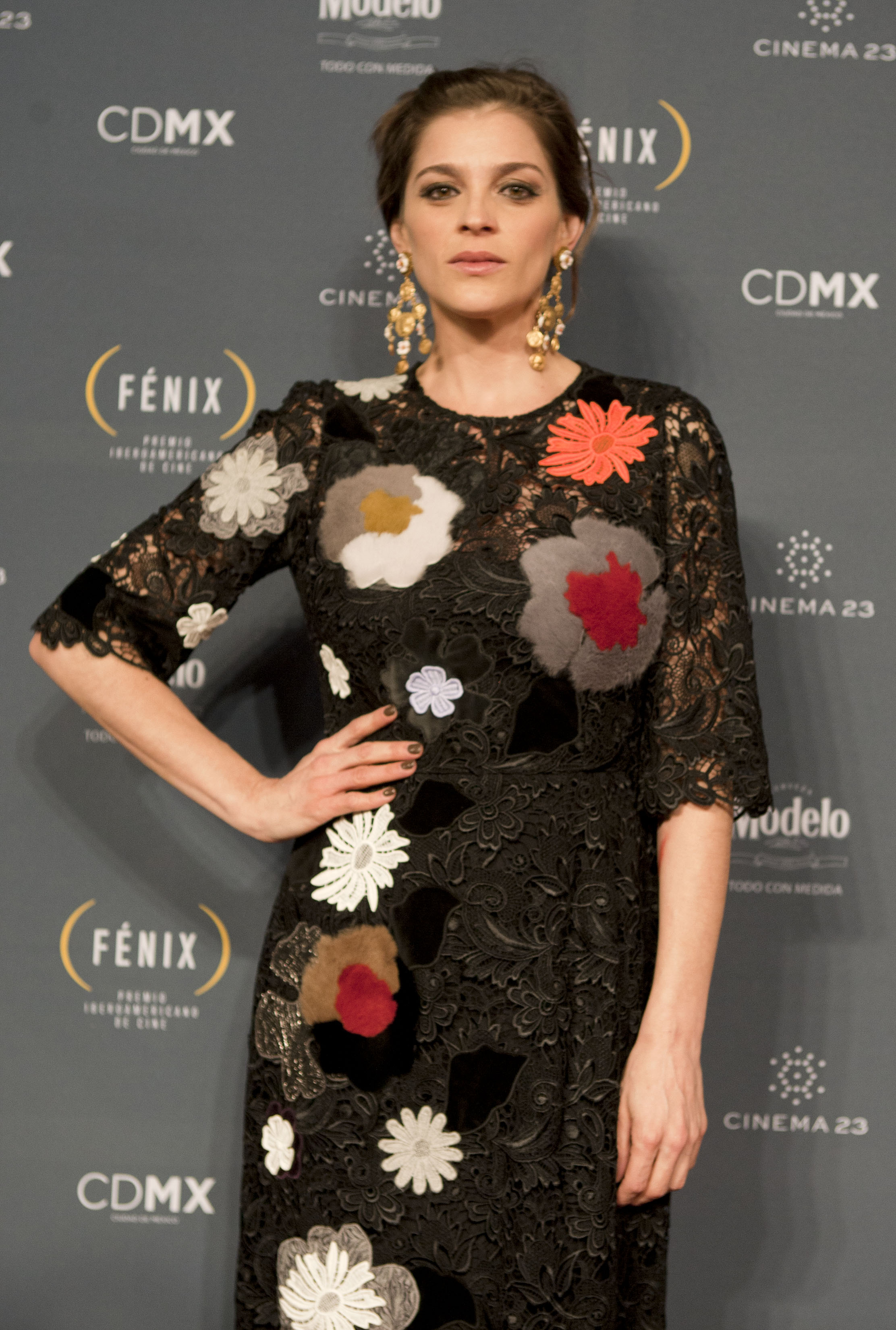
Irene Azuela va guanyar el premi dos anys consecutius per Quemar las naves (2007) i Bajo la sal (2008).

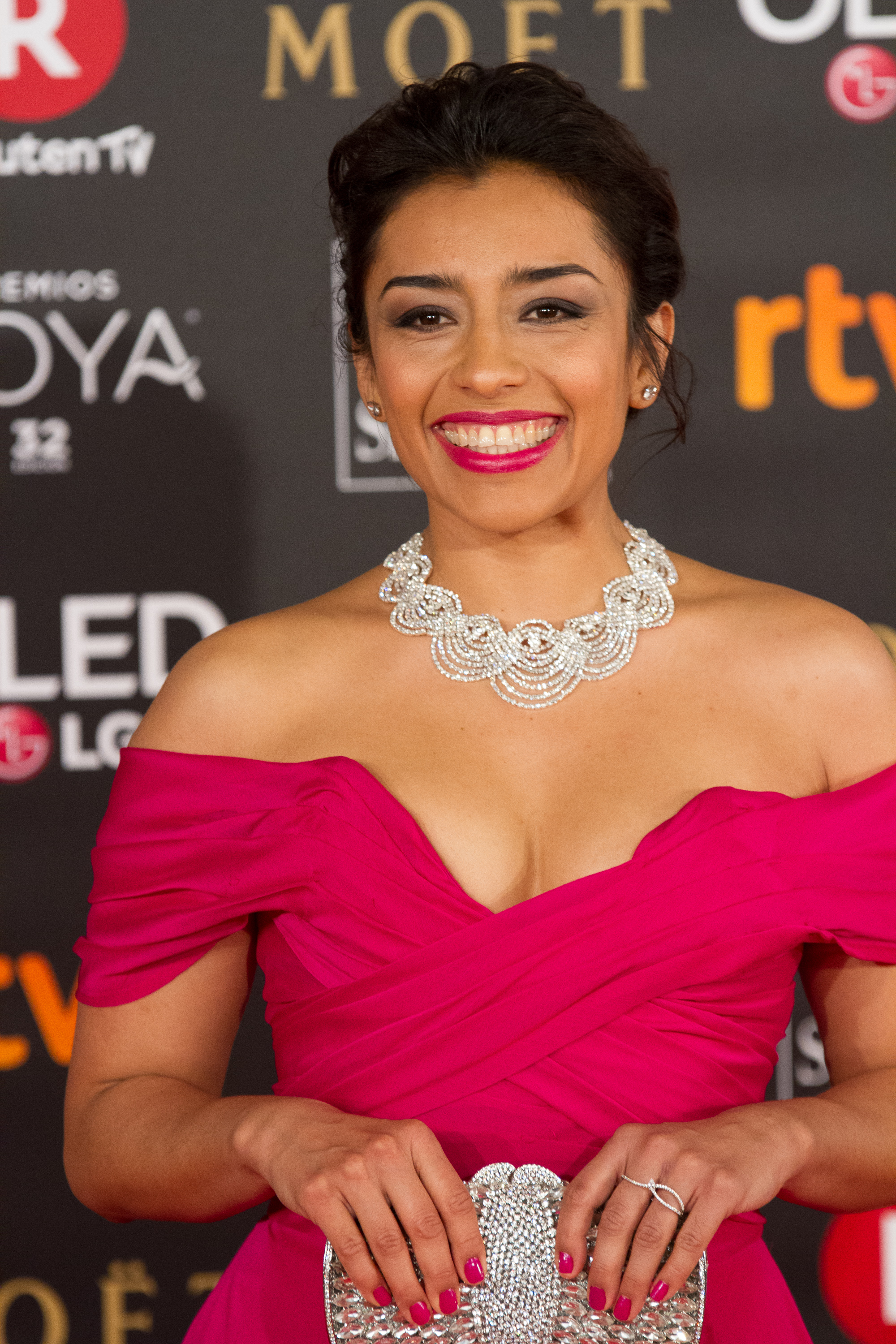
Adriana Paz va guanyar amb La Tirisia in 2015.

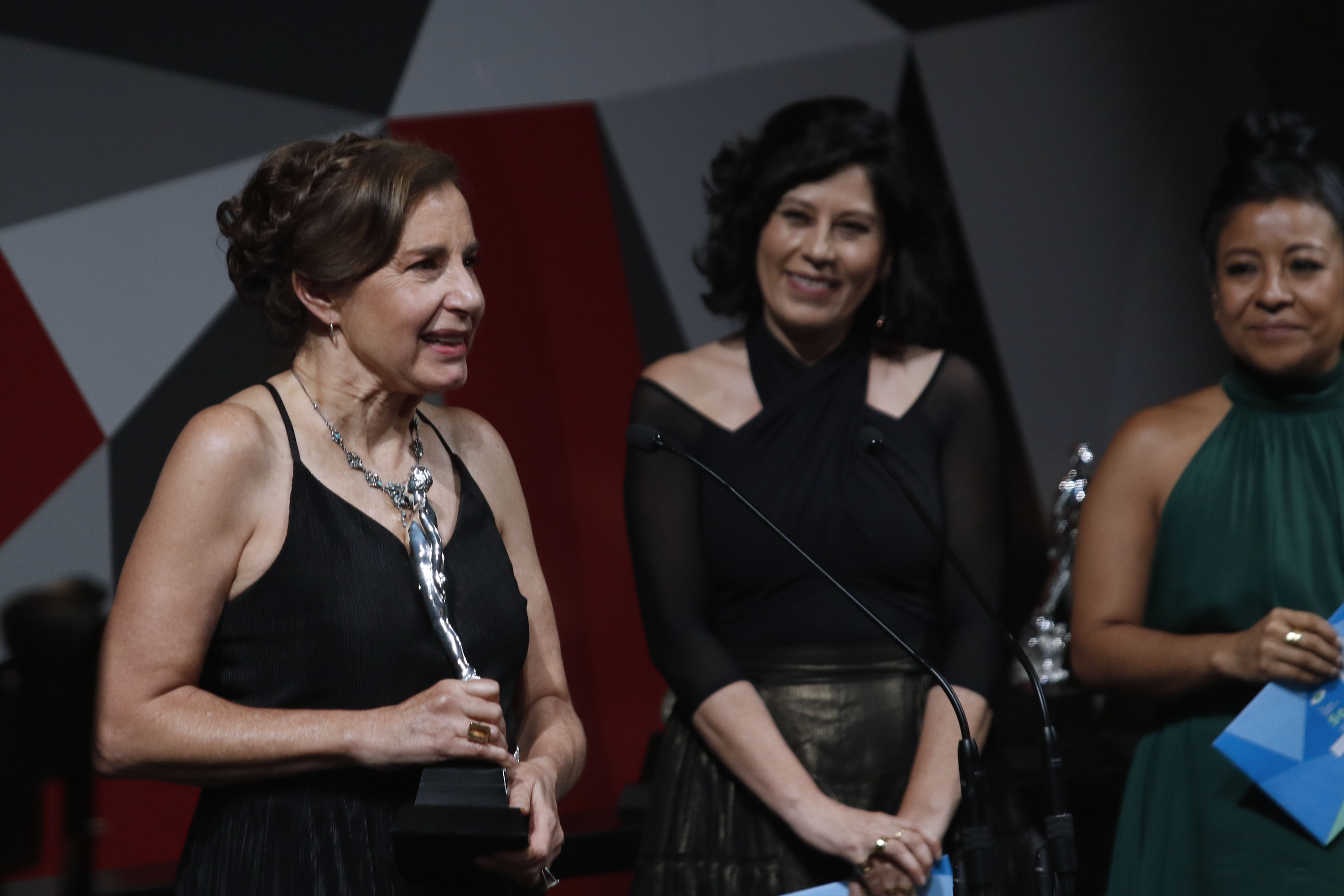
Verónica Langer (a l'esquerra) va guanyar amb La caridad in 2017.

## Introducció

### Nominacions i múltiples guanyadores
Actrius més Guardonades
- 3 Ariels: Dolores del Río, María Félix, Blanca Guerra, María Rojo.
- 2 Ariels: Irene Azuela, Marga López, Silvia Pinal, Patricia Reyes Spíndola, Adriana Roel.

Actrius més nominades
- 8 nominacions: María Rojo.
- 7 nominacions: Marga López.
- 6 nominacions: Blanca Guerra.
- 5 nominacions: Dolores del Río, María Félix, Ana Ofelia Murguía.
- 4 nominacions: Karina Gidi, Arcelia Ramírez, Patricia Reyes Spíndola.
- 3 nominacions: Irene Azuela, Cassandra Ciangherotti, Dolores Heredia, Libertad Lamarque, Verónica Langer Alma Muriel, Silvia Pinal, Helena Rojo, Isela Vega.
- 2 nominacions: Ximena Ayala, Diana Bracho, Delia Casanova, Geraldine Chaplin, Sofía Espinosa, Flor Edwarda Gurrola, Katy Jurado, María Elena Marqués, Ofelia Medina, Martha Navarro, Blanca Estela Pavón, Úrsula Pruneda, Adriana Roel, Gabriela Roel, Ilse Salas, Ana Claudia Talancón, Lucha Villa.

## Guanyadores delPremi Ariela la Millor Actriu
De 1959 a 1971 no va haver-hi lliurament.

### Època d'or de cinema mexicà
| Edició               | Actriu                       | Pel·lícula                             | Paper |
| -------------------- | ---------------------------- | -------------------------------------- | ----- |
| 1958 13a edició      |                              |                                        |       |
| Silvia Pinal         | La dulce enemiga             | Lucrecia                               |       |
| Marilú Elízaga       | La culta dama                | Antonia Arizmendi                      |       |
| Marga López          | Feliz año, amor mío          | María                                  |       |
| 1957 12a edició      |                              |                                        |       |
| Silvia Pinal         | Locura pasional              | Mabel Mendoza                          |       |
| Lilia Prado          | Talpa                        | Juana Flores                           |       |
| Yolanda Varela       | Los amantes                  | Leticia                                |       |
| 1956 11a edició      |                              |                                        |       |
| Prudencia Grifell    | Una mujer en la calle        | La Nena                                |       |
| Marga López          | Después de la tormenta       | Rosa Rivero                            |       |
| Silvia Pinal         | Un extraño en la escalera    | Laura Núñez                            |       |
| 1955 10a edició      |                              |                                        |       |
| Marga López          | La entrega                   | Julia Yáñez                            |       |
| María Félix          | Camelia                      | Camelia Peral                          |       |
| Libertad Lamarque    | Cuando me vaya               | María Grever                           |       |
| 1954 9a edició       |                              |                                        |       |
| Dolores del Río      | El niño y la niebla          | Marta Estrada                          |       |
| Laura Hidalgo        | Las tres perfectas casadas   | Ada Guzmán                             |       |
| Marga López          | Un divorcio                  | Cristina Fuentes                       |       |
| 1953 8a edició       |                              |                                        |       |
| Stella Inda          | El rebozo de Soledad         | Soledad Anaya                          |       |
| Libertad Lamarque    | La loca                      | Elena Prim                             |       |
| Marga López          | Un rincón cerca del cielo    | Margarita González                     |       |
| 1952 7a edició       |                              |                                        |       |
| Dolores del Río      | Doña Perfecta                | Doña Perfecta                          |       |
| Irasema Dilián       | Paraíso robado               | Marcela                                |       |
| Marga López          | Negro es mi color            | Luna / Blanca del Río                  |       |
| 1951 6a edició       |                              |                                        |       |
| María Félix          | Doña Diabla                  | Ángela                                 |       |
| Dolores del Río      | La casa chica                | Amalia Estrada                         |       |
| Libertad Lamarque    | Otra primavera               | Amelia Montesinos                      |       |
| 1950 5a edició       |                              |                                        |       |
| Marga López          | Salón México                 | Mercedes López                         |       |
| Rosario Granados     | El dolor de los hijos        | Virginia Montero                       |       |
| Carmen Montejo       | Al caer la tarde             | Lucía Agramonte                        |       |
| 1949 4a edició       |                              |                                        |       |
| María Félix          | Río Escondido                | Rosaura Salazar                        |       |
| Gloria Marín         | Si Adelita se fuera con otro | Adela Maldonado                        |       |
| Blanca Estela Pavón  | Ustedes los ricos            | La Chorreada                           |       |
| 1948 3a edició       |                              |                                        |       |
| Blanca Estela Pavón  | Cuando lloran los valientes  | Cristina                               |       |
| María Elena Marqués  | La perla                     | Juana                                  |       |
| María Teresa Squella | El yugo                      | Eugenia Peralta                        |       |
| 1947 2a edició       |                              |                                        |       |
| María Félix          | Enamorada                    | Beatriz Peñafiel                       |       |
| Dolores del Río      | La otra                      | Magdalena Montes de Oca / María Méndez |       |
| Rosita Díaz Gimeno   | Pepita Jiménez               | Pepita Jiménez                         |       |
| 1946 1a edició       |                              |                                        |       |
| Dolores del Río      | Las abandonadas              | Margarita Pérez                        |       |
| Anita Blanch         | La barraca                   | Teresa Borrull                         |       |
| María Félix          | El monje blanco              | Gálata Orsina                          |       |
| Esther Fernández     | Flor de durazno              | Rina Castillo                          |       |

### Dècada de 1970
| Edició                  | Actriu                             | Pel·lícula                  | Paper |
| ----------------------- | ---------------------------------- | --------------------------- | ----- |
| 1979 21a edició         |                                    |                             |       |
| Adriana Roel            | Anacrusa                           | Victoria                    |       |
| Alma Muriel             | Amor libre                         | Julie                       |       |
| Patricia Reyes Spíndola | México norte                       | Paloma Cantú                |       |
| 1978 20a edició         |                                    |                             |       |
| María Rojo              | Naufragio                          | Leticia Ramírez             |       |
| María Elena Marqués     | El jardín de los cerezos           | Amor Ochoa                  |       |
| Ana Ofelia Murguía      | Naufragio                          | Amparito                    |       |
| 1977 19a edició         |                                    |                             |       |
| Martha Navarro          | La pasión según Berenice           | Berenice Bejarano           |       |
| Leonor Llausás          | Las poquianchis                    | Delfa González              |       |
| María Rojo              | El apando                          | Meche                       |       |
| 1976 18a edició         |                                    |                             |       |
| Rocío Brambila          | De todos modos Juan te llamas      | Armanda Guajardo            |       |
| Patricia Aspíllaga      | De todos modos Juan te llamas      | Beatriz Guajardo            |       |
| Diana Bracho            | Actas de Marusia                   | Luisa                       |       |
| 1975 17a edició         |                                    |                             |       |
| Pilar Pellicer          | La Choca                           | La Choca                    |       |
| Leticia Perdigón        | La otra virginidad                 | Eva / Evelina Romero        |       |
| Isela Vega              | Quiero la cabeza de Alfredo García | Elita                       |       |
| 1974 16a edició         |                                    |                             |       |
| Katy Jurado             | Fe, esperanza y caridad            | Eulogia Corona              |       |
| Ofelia Medina           | El cambio                          | Tania                       |       |
| Lucha Villa             | El principio                       | María del Rayo "La Coquena" |       |
| 1973 15a edició         |                                    |                             |       |
| Lucha Villa             | Mecánica nacional                  | Chabela Martínez            |       |
| Maritza Olivares        | Los meses y los días               | Cecilia                     |       |
| Helena Rojo             | Los cachorros                      | Tere                        |       |
| 1972 14a edició         |                                    |                             |       |
| Rita Macedo             | Tú, yo, nosotros                   | Silvia Cortés               |       |
| Isela Vega              | Las reglas del juego               | Verónica                    |       |
| Julissa                 | Tú, yo, nosotros                   | Nadia Cortés                |       |

### Dècada del 1980
| Edició                  | Actriu                             | Pel·lícula                    | Paper |
| ----------------------- | ---------------------------------- | ----------------------------- | ----- |
| 1989 31a edició         |                                    |                               |       |
| Delia Casanova          | Mentiras piadosas                  | Clara Zamudio                 |       |
| Alma Delfina            | El costo de la vida                | Patricia                      |       |
| Martha Navarro          | El jinete de la divina providencia | Adela Carrillo                |       |
| 1988 30a edició         |                                    |                               |       |
| Blanca Guerra           | Días difíciles                     | Luisa Castelar                |       |
| María Rojo              | Lo que importa es vivir            | Chabela                       |       |
| Elizabeth Aguilar       | Mariana, Mariana                   | Mariana                       |       |
| 1987 29a edició         |                                    |                               |       |
| Blanca Guerra           | El imperio de la fortuna           | Bernarda Cutiño "La Caponera" |       |
| Maribel Guardia         | Terror y encajes negros            | Isabel Martínez               |       |
| Gabriela Roel           | Amor a la vuelta de la esquina     | María                         |       |
| 1986 28a edició         |                                    |                               |       |
| Patricia Reyes Spíndola | Los motivos de Luz                 | Luz Cruz                      |       |
| Elsa María Gutiérrez    | Veneno para las hadas              | Flavia                        |       |
| Ana Patricia Rojo       | Veneno para las hadas              | Verónica                      |       |
| 1985 27a edició         |                                    |                               |       |
| Ofelia Medina           | Frida, naturaleza viva             | Frida Kahlo                   |       |
| Alma Muriel             | Luna de sangre                     | Adriana                       |       |
| Lucy Reina              | Deveras me atrapaste               | Aida                          |       |
| 1984 26a edició         |                                    |                               |       |
| Isela Vega              | La viuda negra                     | Matea Gutiérrez               |       |
| Delia Casanova          | El día que murió Pedro Infante     | Laura                         |       |
| Blanca Guerra           | Motel                              | Marta Camargo                 |       |
| 1983 25a edició         |                                    |                               |       |
| Beatriz Sheridan        | Confidencias                       | Adela                         |       |
| María Rojo              | La pachanga                        | María                         |       |
| María Rojo              | La víspera                         | Margarita                     |       |
| 1982 24a edició         |                                    |                               |       |
| Ninón Sevilla           | Noche de carnaval                  | Ninón                         |       |
| Katy Jurado             | La seducción                       | Isabel                        |       |
| Alma Muriel             | Retrato de una mujer casada        | Irene González                |       |
| 1981 23a edició         |                                    |                               |       |
| Helena Rojo             | Misterio                           | Silvia                        |       |
| Marisa Mell             | Traficantes de pánico              | Kim Lombard                   |       |
| Tina Romero             | Las grandes aguas                  | Mara Rivas                    |       |
| 1980 22a edició         |                                    |                               |       |
| Blanca Guerra           | Perro callejero                    | La Chiquis                    |       |
| Norma Herrera           | Fuego en el mar                    | Gloria Ortega                 |       |
| Geraldine Chaplin       | La viuda de Montiel                | Adelaida Montiel              |       |

### Dècada del 1990
| Edició                  | Actriu                                 | Pel·lícula                  | Paper                                  |
| ----------------------- | -------------------------------------- | --------------------------- | -------------------------------------- |
| 1999 41a edició         |                                        |                             |                                        |
| Blanca Guerra           | Un embrujo                             | Felipa                      |                                        |
| Mariana Ávila           | La primera noche                       | Mariana                     |                                        |
| Ana Claudia Talancón    | El cometa                              | Valentina                   |                                        |
| 1998 40a edició         |                                        |                             |                                        |
| Leticia Huijara         | Por si no te vuelvo a ver              | Margarita Ríos              |                                        |
| María Rojo              | De noche vienes, Esmeralda             | Esmeralda Loyden            |                                        |
| Sherlyn                 | Elisa antes del fin del mundo          | Elisa Velasco               |                                        |
| 1997 39a edició         |                                        |                             |                                        |
| Regina Orozco           | Profundo carmesí                       | Coral Fabre                 |                                        |
| Ana Ofelia Murguía      | De muerte natural                      | Jovita                      |                                        |
| Arcelia Ramírez         | Cilantro y perejil                     | Susana Limón                |                                        |
| 1996 38a edició         |                                        |                             |                                        |
| Patricia Reyes Spíndola | La reina de la noche                   | Lucha Reyes                 |                                        |
| Angélica Aragón         | Sucesos distantes                      | Irene Gorenko               |                                        |
| Diana Bracho            | Entre Pancho Villa y una mujer desnuda | Gina López                  |                                        |
| Ana Ofelia Murguía      | El anzuelo                             | Rosa                        |                                        |
| Patricia Reyes Spíndola | Mujeres insumisas                      | Ema Espíritu                |                                        |
| 1995 37a edició         | Margarita Sanz                         | El callejón de los milagros | Susanita                               |
| 1995 37a edició         | Blanca Guerra                          | En medio de la nada         | Susana                                 |
| 1995 37a edició         | Salma Hayek                            | El callejón de los milagros | Alma                                   |
| 1995 37a edició         | Dolores Heredia                        | Dos crímenes                | Lucero Tarragona                       |
| 1995 37a edició         | María Rojo                             | Los vuelcos del corazón     | Raquel                                 |
| 1994 36a edició         | Lucía Muñoz                            | Principio y fin             | Mireya Botero                          |
| 1994 36a edició         | Socorro Bonilla                        | La vida conyugal            | Madgalena Lobato / Jacqueline Cascorro |
| 1994 36a edició         | Julieta Egurrola                       | Principio y fin             | Ignacia Botero                         |
| 1994 36a edició         | Claudette Maillé                       | Novia que te vea            | Oshinica "Oshi" Mataraso               |
| 1994 36a edició         | Maya Mishalska                         | Novia que te vea            | Rebecca "Rifke" Groman                 |
| 1993 35a edició         |                                        |                             |                                        |
| Beatriz Aguirre         | Los años de Greta                      | Greta                       |                                        |
| Ana Ofelia Murguía      | Mi querido Tom Mix                     | Joaquina                    |                                        |
| Evangelina Sosa         | Ángel de fuego                         | Alma                        |                                        |
| 1992 34a edició         |                                        |                             |                                        |
| Regina Torné            | Como agua para chocolate               | "Mamá" Elena de la Garza    |                                        |
| Lumi Cavazos            | Como agua para chocolate               | Tita de la Garza            |                                        |
| Helena Rojo             | Muerte ciega                           | Alessa                      |                                        |
| 1991 33a edició         |                                        |                             |                                        |
| María Rojo              | Rojo amanecer                          | Alicia                      |                                        |
| Gabriela Roel           | Pueblo de madera                       | Marina                      |                                        |
| 1990 32a edició         |                                        |                             |                                        |
| Lourdes Elizarrarás     | La ciudad al desnudo                   | Aurelia                     |                                        |
| Carmen Cardenal         | Tres veces mojado                      | Silvia                      |                                        |
| Patricia Rivera         | Rosa de dos aromas                     | Marlene Lesur               |                                        |

### Dècada de 2000
| Edició                 | Actriu                                   | Pel·lícula                           | Paper |
| ---------------------- | ---------------------------------------- | ------------------------------------ | ----- |
| 2009 51a edició        |                                          |                                      |       |
| Irene Azuela           | Bajo la sal                              | Isabel Montaño                       |       |
| María Deschamps        | Voy a explotar                           | Maru Valdez                          |       |
| Ariadna Gil            | Solo quiero caminar                      | Aurora Rodríguez                     |       |
| 2008 50a edició        |                                          |                                      |       |
| Irene Azuela           | Quemar las naves                         | Helena Díaz                          |       |
| Cecilia Suárez         | Párpados azules                          | Marina Farfán                        |       |
| Miriam Toews           | Luz silenciosa                           | Esther                               |       |
| 2007 49a edició        |                                          |                                      |       |
| Elizabeth Cervantes    | Más que a nada en el mundo               | Emilia                               |       |
| Maribel Verdú          | El laberinto del fauno                   | Mercedes                             |       |
| Sofía Espinosa         | La niña en la piedra                     | Maty                                 |       |
| 2006 48a edició        |                                          |                                      |       |
| Mayahuel del Monte     | Noticias lejanas                         | Aurora Hernández                     |       |
| Kate del Castillo      | American Visa                            | Blanca                               |       |
| Ana Graham             | Mezcal                                   | Ana                                  |       |
| 2005 47a edició        |                                          |                                      |       |
| Danny Perea            | Temporada de patos                       | Rita                                 |       |
| Vanessa Bauche         | Digna... hasta el último aliento         | Digna Ochoa                          |       |
| Ana Paula Corpus       | Manos libres                             | Bety Díaz                            |       |
| Leonor Varela          | Voces inocentes                          | Kella                                |       |
| 2004 46a edició        |                                          |                                      |       |
| Rosa María Bianchi     | Nicotina                                 | Carmen                               |       |
| Magdalena Flores       | Japón                                    | Ascen                                |       |
| Carmen Madrid          | Nicotina                                 | Clara                                |       |
| 2003 45a edició        |                                          |                                      |       |
| Carmen Beato           | Aro Tolbukhin, dins la ment de l'assassí | Madre Carmen                         |       |
| Zaide Silvia Gutiérrez | Ciudades oscuras                         | Zezé                                 |       |
| Ana Claudia Talancón   | El crimen del padre Amaro                | Amelia                               |       |
| 2002 45a edició        |                                          |                                      |       |
| Maya Zapata            | De la calle                              | Xóchitl                              |       |
| Karina Gidi            | Demasiado amor                           | Beatriz                              |       |
| Lisa Owen              | El segundo aire                          | Julia Ríos                           |       |
| 2001 43a edició        |                                          |                                      |       |
| Ximena Ayala           | Perfume de violetas                      | Yessica Avendaño                     |       |
| Ana Bertha Espín       | Su alteza serenísima                     | Dolores Tosta de López de Santa Anna |       |
| Ana Ofelia Murguía     | Escrito en el cuerpo de la noche         | Dolores Argelia                      |       |
| 2000 42a edició        |                                          |                                      |       |
| Susana Zabaleta        | Sexo, pudor y lágrimas                   | Ana Valdivia                         |       |
| Dolores Heredia        | Santitos                                 | Esperanza Díaz                       |       |
| Arcelia Ramírez        | En un claroscuro de luna                 | Ana Vasilievich                      |       |

### Dècada de 2010
| Edició                  | Actriu                                 | Pel·lícula                       | Paper |
| ----------------------- | -------------------------------------- | -------------------------------- | ----- |
| 2019 61a edició         |                                        |                                  |       |
| Ilse Salas              | Las niñas bien                         | Sofía de Garay                   |       |
| Sophie Alexander        | Los días más oscuros de nosotras       | Ana Bastide                      |       |
| Yalitza Aparicio        | Roma                                   | Cleodegaria Gutiérrez            |       |
| Gabriela Cartol         | La camarista                           | Evelyn Eve                       |       |
| Concepción Márquez      | Cría puercos                           | Esmeralda García                 |       |
| 2018 60a edició         |                                        |                                  |       |
| Karina Gidi             | Los adioses                            | Rosario Castellanos              |       |
| Cassandra Ciangherotti  | Tiempo compartido                      | Eva Álvarez                      |       |
| Ángeles Cruz            | Tamara y la catarina                   | Tamara                           |       |
| Angelina Peláez         | Tamara y la catarina                   | Meche                            |       |
| Arcelia Ramírez         | Verónica                               | Verónica de la Serna / Psicóloga |       |
| 2017 59a edició         |                                        |                                  |       |
| Verónica Langer         | La caridad                             | Angélica                         |       |
| Adriana Barraza         | Todo los demás                         | Flor                             |       |
| Ludwika Paleta          | Rumbos paralelos                       | Gabriela Mendoza                 |       |
| Maya Rudolph            | Sr. Pig                                | Eunice Eubanks                   |       |
| Claudia Sainte–Luce     | La caja vacía                          | Jazmín                           |       |
| 2016 58a edició         |                                        |                                  |       |
| Sofía Espinosa          | Gloria                                 | Gloria Trevi                     |       |
| Geraldine Chaplin       | Dólares de arena                       | Anne                             |       |
| Edwarda Gurrola         | El placer es mío                       | Rita                             |       |
| Verónica Langer         | Hilda                                  | Susana Le Merchand               |       |
| Jana Raluy              | Un monstruo de mil cabezas             | Sonia Bonet                      |       |
| 2015 57a edició         |                                        |                                  |       |
| Adriana Paz             | La tirisia                             | Cheba                            |       |
| Irene Azuela            | Las oscuras primaveras                 | Pina                             |       |
| Cassandra Ciangherotti  | Las horas contigo                      | Ema Camín                        |       |
| Karina Gidi             | La guerra de Manuela Jankovic          | Manuela Jankovic                 |       |
| Ilse Salas              | Güeros                                 | Ana                              |       |
| 2014 56a edició         |                                        |                                  |       |
| Adriana Roel            | No quiero dormir sola                  | Dolores                          |       |
| Ximena Ayala            | Los insólitos peces gato               | Claudia                          |       |
| Dolores Heredia         | Huérfanos                              | Ana María Escobar                |       |
| María Renée Prudencio   | Club sándwich                          | Paloma                           |       |
| Arcelia Ramírez         | Potosí                                 | Estela Ortiz                     |       |
| 2013 55a edició         |                                        |                                  |       |
| Úrsula Pruneda          | El sueño de Lú                         | Lucía Alfaro.                    |       |
| Roxana Blanco           | La demora                              | María Guzmán                     |       |
| Paula Galinelli Hertzog | El premio                              | Cecilia Edelstein                |       |
| Tessa Ia                | Después de Lucía                       | Alejandra                        |       |
| Greisy Mena             | La vida precoz y breve de Sabina Rivas | Sabina Rivas                     |       |
| 2012 54a edició         |                                        |                                  |       |
| Magda Vizcaíno          | Martha                                 | Martha                           |       |
| Irán Castillo           | Victorio                               | Gabriela                         |       |
| Teresita Sánchez        | Verano de goliat                       | Teresa                           |       |
| 2011 53a edició         |                                        |                                  |       |
| Mónica del Carmen       | Año bisiesto                           | Laura López                      |       |
| Maricel Álvarez         | Biutiful                               | Marambra                         |       |
| Karina Gidi             | Abel                                   | Cecilia Serna                    |       |
| Úrsula Pruneda          | Las buenas hierbas                     | Dalia                            |       |
| 2010 52a edició         |                                        |                                  |       |
| Asur Zágada             | Backyard: El traspatio                 | Juanita Sánchez                  |       |
| Paulina Gaitán          | Cosas insignificantes                  | Esmeralda                        |       |
| Teresa Ruiz             | Viaje redondo                          | Lucía                            |       |

### Dècada de 2020
| Edició                 | Actriu             | Pel·lícula      | Papel |
| ---------------------- | ------------------ | --------------- | ----- |
| 2020 62a edició        |                    |                 |       |
| Edwarda Gurrola        | Luciérnagas        | Lety            |       |
| Cassandra Ciangherotti | Solteras           | Ana Mendoza     |       |
| Verónica Langer        | Clases de historia | Verónica Huerta |       |
| Mariana Treviño        | Polvo              | Jacinta         |       |
| Giovanna Zacarías      | Sonora             | Alma            |       |